# Абиерто Мехикано Телсел 2014
Абиерто Мехикано Телсел 2014 е тенис турнир, провеждащ се в Акапулко, Мексико от 24 февруари до 1 март 2014 г. Това е 21-вото издание на Абиерто Мехикано Телсел за мъже и 14-ото за жени. Турнирът е част от категория „Международни“ на WTA Тур 2014 и сериите 500 на ATP Световен Тур 2014.

## Сингъл мъже
- Григор Димитров побеждава  Кевин Андерсън с резултат 7–6(7–1), 3–6, 7–6(7–5).

## Сингъл жени
- Доминика Цибулкова побеждава  Кристина Макхейл с резултат 7–6(7–3), 4–6, 6–4.

## Двойки мъже
- Кевин Андерсън /  Матю Ебдън побеждават  Фелисиано Лопес /  Макс Мирни с резултат 6–3, 6–3.

## Двойки жени
- Кристина Младенович /  Галина Воскобоева побеждават  Петра Цетковска /  Ивета Мелцер с резултат 6–3, 2–6, [10–5].